# Пешаварська долина
33°59′49″ пн. ш. 71°39′47″ сх. д. / 33.99694° пн. ш. 71.66306° сх. д.

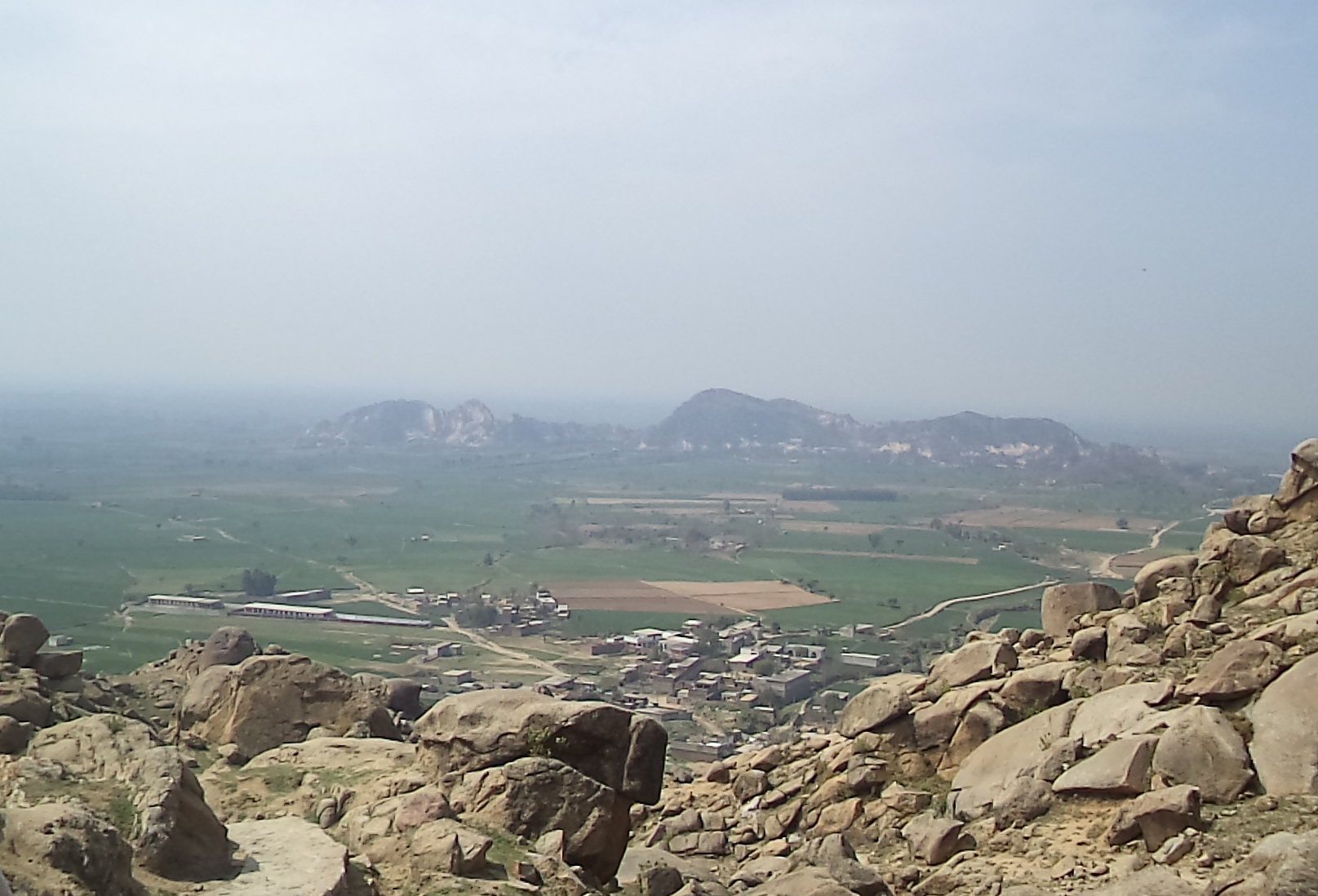
Вид на Пешаварську долину з Ранігат

Пешаварська долина (пушту د لوی پېښور وادي; урду وادئ پشاور) або Пешаварська улоговина, історично також відома як Гандхарська долина — широка рівнина, розташована в центральній частині провінції Хайбер-Пахтунхва в Пакистані. Площа долини становить 7176 км², а середня висота — 345 м над рівнем моря. Її перетинає річка Кабул. Долина отримала свою назву від міста Пешавар, яке розташоване в західній частині долини поблизу Варсакської греблі. На захід від долини лежить Хайберський прохід. Окрім Пешавару, в долині також розташовані такі міста, як Мардан, Свабі, Чарсадда і Наушера.

## Округи, розташовані в долині
В Пешаварській долині повністю розташовані такі округи Хайбер-Пахтунхви:
- Округ Чарсадда[en] (населення: 1 616 198)[2]
- Округ Мардан[en] (населення: 2 373 061)
- Округ Пешавар[en] (населення: 4 269 079)

Крім того, більша частина округів Наушера та Свабі, частини округів Хайбер (включно з містом Джамруд), Мохманд, Малаканд і прикордонного регіону Пешавар також розташовані у Пешаварській долині.